# Neumagen-Dhron
Neumagen-Dhron település Németországban, Rajna-vidék-Pfalz tartományban. Lakosainak száma 2316 fő (2023. december 31.).

## Népesség
A település népességének változása:
| Lakosok száma | 2681 | 2302 | 2256 | 2294 | 2337 | 2316 |
|               | 1975 | 2017 | 2019 | 2021 | 2022 | 2023 |